# Чарльз Тайсон Єркс
Чарльз Тайсон Єркіс (англ. Charles Tyson Yerkes; 25 червня 1837, Філадельфія, Пенсільванія — 29 грудня 1905) — американський фінансист. Зіграв значну роль у розробці системи громадського транспорту в Чикаго і Лондоні. Історія його життя покладена в основу «Трилогії бажання» Теодора Драйзера.

## Філадельфія
Чарльз Тайсон Єркіс народився 25 червня 1837 року в Норзерн Лібертіз (Northern Liberties), районі неподалік від Філадельфії. Його мати померла від родильної гарячки, коли йому було 5 років. Невдовзі після цього його батько за одруження на не квакерці був виключений з Товариства друзів (одна із самоназв квакерів). Після закінчення дволітніх курсів у Філадельфійській центральній вищій школі, коли йому було ще 17 років, Єркс почав свою кар'єру клерком у місцевій хлібно-комісійній конторі. Уже в 22 роки (в 1859 році) Єркіс відкрив свою маклерську фірму й приєднався до Філадельфійської фондової біржі. До 1865 року він просунувся в банківській справі та спеціалізувався на продажу боргових зобов'язань міста, штату, а також на продажі державних зобов'язань. Завдяки зв'язкам батька (голови банку), політичним зв'язкам та його особистим успіхам у фінансах, Єркіс здобув ім'я в місцевій громаді і фінансовому світі. Він був уже близько до входу в Філадельфійське вище суспільство, коли грянула біда.
Коли Єркіс служив фінансовим агентом Джозефа Мерцера (Joseph Marcer), скарбника міста Філадельфія, він ризикнув суспільними грошима у величезних біржових спекуляціях. На нещастя Єркіса ці спекуляції закінчились крахом, коли Велика чиказька пожежа (10 жовтня 1871) викликала паніку на біржі. Ставши банкрутом і неспроможним виплатити місту заборгованість, Єркіс був засуджений за розкрадання і присуджений до 33 місяців у страшній виправній колонії (Eastern State Penitentiary), що мала недобру славу за свою систему одиночних ув'язнень. Для виходу з тюрми він намагався шантажувати двох впливових пенсильванських політиків, але план провалився. Однак компрометуюча політиків інформація була, все ж таки, піддана розголосу й політичні лідери були цим налякані, що загрожувало їм провалом на наступаючих виборах. Єркісу було обіцяно помилування, якщо він заперечуватиме висунуті ним обвинувачення. Він погодився і був звільнений, відбувши сім місяців ув'язнення. Наступні 10 років свого життя Єркіс витратив на те, щоб знову зібрати капітал.

## Чикаго

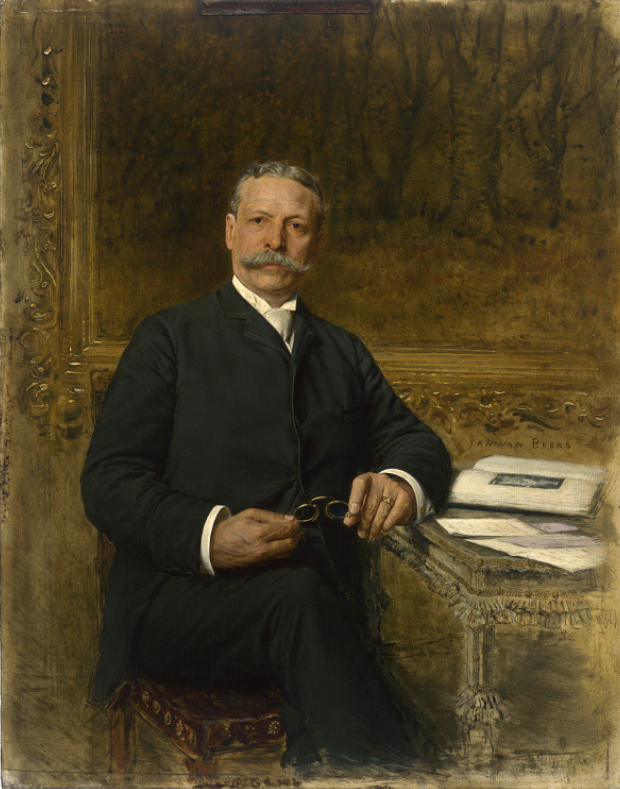
Портрет Ч. Єркіса пензля художника Яна ван Бірса. 1893

У 1881 році Єркіс поїхав у Фарго (Дакота), щоб отримати розлучення у своєї дружини, з якою прожив 22 роки. Через рік він одружився з Марією Аделаїдою Мур (Mary Adelaide Moore) і переїхав до Чикаго.
Він відкрив маклерську та хлібно-комісійну контори, але згодом був втягнутий у справи, пов'язані з міською транспортною системою. У 1886 році Єркіс і його партнери, використавши серію фінансових угод, захопили Північну чиказьку міську залізницю. Згодом він продовжив поступове захоплення залізниці вулиця за вулицею і згодом уже контролював більшу частину міського громадського транспорту в північній і західній частинах міста. Тим не менш, він ніколи так і не досягнув своєї кінцевої цілі — монополії в громадському транспорті Чикаго: Південна чиказька залізниця завжди залишалась за межами його контролю. Єркіс ніколи не нехтував ні використанням хабарів, ні підкупом для досягнення своїх цілей.
Спробувавши покращити свій поганий суспільний імідж, Єркіс вирішив у 1892 році профінансувати будівництво найбільшого у світі телескопу, який лобіював астроном Джордж Гейл та президент університету Чикаго Вільям Харпер. Спочатку він мав намір профінансувати лиш будівництво телескопу, але неочікувано згодився надати засоби для будівництва всієї обсерваторії. Він профінансував близько 300 тисяч доларів, які були використані для заснування обсерваторії, яка внаслідок отримала назву Єркіська.
У 1895 році Єркіс почав кампанію за продовження концесій на трамвайні лінії. Він запропонував губернаторові Іллінойсу Джону Пітеру Альтгельду великий хабар за його підтримку, але Альтгельд відмовився і наклав вето на проєкт продовження концесій. Єркіс відновив кампанії в 1897 році і після важкого протистояння домігся від законодавчого органу штату Іллінойс ухвалення закону, що давав міським радам право на видачу довгострокових концесій. Так звана «війна за концесії» перемістилась у Чиказьку міську раду — арену, на якій Єркіс зазвичай перемагав. Але частково реформована міська рада, очолювана мером Картером Харсоном-молодшим, розгромила Єркіса, відмовивши йому в продовженні концесій.
У 1899 році Єркіс продав більшу частину своїх акцій у чиказьких транспортних компаніях і переїхав до Нью-Йорка.

## Лондон
У серпні 1900 року Єркіс вирішив взяти участь у розвитку системи підземних залізничних ліній у Лондоні — Лондонського метрополітену. Він отримав контроль над лінією Дистрикт і не побудованими на той час лініями Бейкер-стріт-енд-Ватерлоо (англ. Baker Street and Waterloo Railway), Charing Cross, Euston and Hampstead Railway і Великої Північної залізниці (англ. Great Northern, Piccadilly and Brompton Railway). Єркіс використовував комплекс фінансових схем, схожих з тими, які він використовував в Америці, для залучення фінансування, необхідного для будівництва нових ліній і електрифікації лінії Дистрикт. Одним з останніх успіхів Єркіса стало те, що він зумів запобігти спробі Дж. П. Моргана увійти в бізнес Лондонського метро.
Єркіс помер 1905 року у віці 68 років у Нью-Йорку від ниркової хвороби. До того моменту ні один з його проєктів у Лондоні ще не був завершений (але будівництво вже велось на повну силу). Від первісно оцінюваного статку Єркіса в розмірі 22 мільйони доларів після його смерті залишилось лише менше одного мільйона доларів через велику кількість боргів.

## Пам'ять
- У 1935 році Міжнародний астрономічний союз присвоїв ім'я Чарльза Єркіса кратеру на видимому боці Місяця.